# Демирбай, Керем
Керем Демирбай (тур. и нем. Kerem Demirbay; род. 3 июля 1993, Хертен, Северный Рейн-Вестфалия) — немецкий и турецкий футболист, полузащитник клуба «Галатасарай».

## Биография
Родился в Вестфалии в городе Хертен, но вырос в Гельзенкирхене. Его мать имеет и немецкое, и турецкое гражданство, а отец является гражданином Турции.

### Клубная карьера
Керем Демирбай начал свою карьеру в «Шальке 04». А спустя некоторое время перешёл в «Ваттеншайд 09», но уже в конце лета 2011 года он перебрался в молодёжный состав «Боруссии Дортмунд». 21 июня 2012 года в первом туре дебютировал в профессиональном футболе в гостевом матче против «Оснабрюка», выйдя на поле на 74-й минуте вместо Константина Фринга. А три игры спустя забил свой первый гол в региональной лиге в ворота «Саарбрюккена».

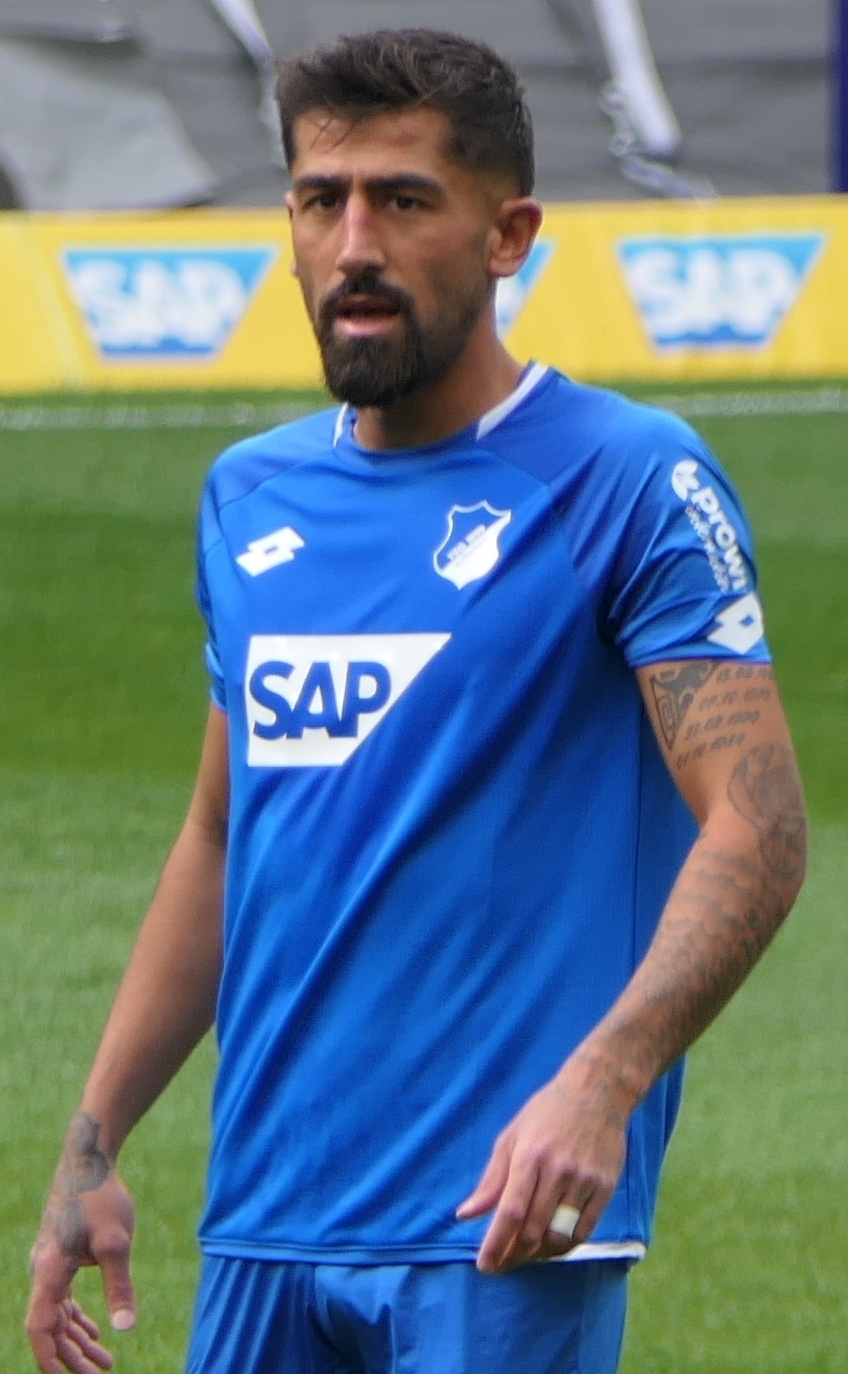
Демербай в составе «Хоффенхайма»

После успешного сезона во второй команде Боруссии перешёл в качестве свободного агента в Гамбург. Но сразу же получил серьёзную травму связок голеностопа. 20 апреля 2014 года дебютировал, в Бундеслиге, в игре против «Вольфсбурга» выйдя на 73-й минуте вместо Томаса Ринкона.
При подготовке к новому сезону Демербай хорошо зарекомендовал себя, и даже успел сыграть в Кубке Германии и во второй Бундеслиге. Но всё-таки был отдан в аренду для получения игровой практики в «Кайзерслаутерн».
В «Кайзерслаутерне» Демербай провёл в общей сложности 22 матча, в которых ему удалось забить один гол в ворота «Дармштадта».
В сезоне 2015/16 вернулся вновь в расположение «Гамбурга». Однако не смог убедить главного тренера команды Бруно Лаббадиа в своей пригодности. И в итоге, как и предыдущий сезон, провёл в аренде на этот раз в «Фортуне» из Дюссельдорфа.
29 ноября 2015 года на выездной игре против «Франкфурта» Демербай забил два мяча, обеспечив победу своей команды, и получил красную карточку от рефери матча Бибианы Штайнхаус. После игры Демирбай дал интервью, в котором заявил:
Думаю, женщинам не место в мужском футболе.
Немецкий футбольный союз немедленно отреагировал на это. В качестве наказания футболиста заставили извиниться и провести в качестве арбитра матч среди девушек в молодёжной лиге. Но и тут игрок был подвергнут критике в свой адрес, так как отказался надевать форму арбитра, ограничившись тёмными джинсами и курткой.
После успешного сезона в составе «Фортуны» присоединился «Хоффенхайму», подписав трёхлетний контракт с командой.
9 мая 2019 года «Байер» объявил о подписании Демирбая, контракт рассчитан до 30 июня 2024 года.
3 августа 2023 года за 3.7 миллиона евро Демирбай подписал контракт с турецким клубом «Галатасарай».

### Карьера сборной
Несмотря на то, что у Демирбая нет турецкого паспорта, он играл за различные молодёжные сборные Турции. В марте 2015 года он был отобран тренером молодёжной сборной Германии до 21 года Хорстом Хрубешем, но был не допущен к игре из-за травмы. Затем он был выбран для участия в матче Чемпионат Европы по футболу среди молодёжных команд 2015 года в Чехии, но так и не провёл ни одной игры.
В мае 2017 года получил вызов в сборную Германии для участия в Кубке конфедераций 2017. 6 июня 2017 года Демербай дебютировал за основную сборную в товарищеском матче против сборной Дании, где на 77-й минуте был заменён на Леона Горецки. Во втором своем матче против сборной Камеруна отличился одним из самых красивых голов турнира.

## Достижения
«Галатасарай»
- Чемпион Турции (2): 2023/24, 2024/25
- Обладатель Кубка Турции: 2024/25

Сборная Германии
- Обладатель Кубка конфедераций: 2017